# تامیسلاو بیتینا
تامیسلاو بیتینا (کرواتی: Tomislav Butina؛ زادهٔ ۳۰ مارس ۱۹۷۴) یک بازیکن فوتبال اهل کرواسی است.
وی همچنین در تیم ملی فوتبال کرواسی بازی کرده‌است.